# سیارک ۱۰۲۲۰
سیارک ۱۰۲۲۰ (به انگلیسی: 10220 Pigott، نامگذاری:1997UG7) ده هزار و دویست و بیستمین سیارک کشف شده‌است که در ۲۰ اکتبر ۱۹۹۷ کشف شد.
قدر مطلق سیارک برابر ۱۳٫۷۰ است.